# کوه زوکوالا
کوه زوکوالا (به لاتین: Mount Zuqualla) یک کوه در اتیوپی است که در Misraq Shewa Zone واقع شده‌است. کوه زوکوالا ۲٬۹۸۹ متر بالاتر از سطح دریا واقع شده‌است.